# Kaukasiska folkens konfederation
Kaukasiska folkens konfederation, tidigare kallad de kaukasiska bergsfolkens konfederation (ryska: Конфедерация горских народов Кавказа), är en beväpnad politisk organisation bestående av militanta styrkor från de nordkaukasiska delrepublikerna i sydvästra Ryssland. 
Den bildades 1990, vid tiden för Sovjetunionens sammanbrott. Organisationen och dess legosoldater är kända främst för sin roll i kriget i Abchazien 1992-1993, mellan den georgiska regeringen och abchaziska separatister, vilka de understödde och hjälpte till segern. Organisationen har anklagats för att ha begått krigsförbrytelser och etnisk rensning av georgier under konflikten i Abchazien, något som för närvarande utreds av Internationella brottmålsdomstolen i Haag. Kaukasiska folkens konfederation består än idag, men har inget inflytande i dagens politiska situation.